# Пала (країна)
Пала (клинопис па-ла-а) була країною бронзової доби в Південному Надчорномор'ї. За країну та державу Пала не відомо нічого, крім її рідної палайської мови (палаумнілі), та її релігії. Єдина відома людина, що мала палаїцьке походження була ритуальна жриця Анна.

## Розташування
Країна Пала розташовувалася у Південному Надчорномор'ї. Існує два припущення про точне розташування Пали:
1. країна, відома як Пафлагонія за класичної античності;
2. край, що в давнину називали Блаєне.

Обидва ототожнення засновані на фонетичній подібності. Країна на ім'я Бла, що веде до Блаєна клинописною графікою, могла бути записана як па-ла-а.

## Історія
За давньохеттського часу Пала згадувалася в хеттських законах як адміністративна одиниця під хетським правлінням. Наприкінці давньохетського часу контакт між Хеттією та Пала припинився через захоплення касками Південного Надчорномор'я. Цілком ймовірно, що палайці зникли разом з вторгненням касків.

## Міфологія
Палайська міфологія відома з клинописних ритуальних текстів з храму палайського погодного богав у хіттійській столиці Хаттуша, де культ палаїських богів продовжувався навіть тоді, коли зникли контакти між Хіттією та Пала. Відомі наступні божества:
| Ім'я         | Стать / номер | Примітки                           | Альтернативні назви                      | Хеттське або лувійське рівняння |
| ------------ | ------------- | ---------------------------------- | ---------------------------------------- | ------------------------------- |
| Зіпарва      | бог           | Великий палайський бог, бог шторму | Запарва, ім’я хаттського походження      | Таруна, Тарунт                  |
| Катазіпурі   | богиня        | дружина Запарви                    | Kataḫziwuri, назва хаттського походження | Камрушепа                       |
| Тіяз         | боже          | бог сонця                          | Тіяд                                     | Бог Сонця Неба, Тіваз           |
| Гульцаннікеш | богині        | богині долі                        | Гульзіканікеш                            | Даравеш Гульшеш                 |
| Хашамілі     | бог           |                                    | Хашаммілі, ім’я хаттського походження    |                                 |
| Інара        | богиня        |                                    |                                          |                                 |
| Камама       | бог           |                                    | Каммамма                                 |                                 |
| Хеарт        | божество      | вогняне божество                   |                                          |                                 |
| Шаушалла     | божество      |                                    | Шаушилла                                 |                                 |
| Хіланзіпа    | божество      |                                    | Хілашші                                  |                                 |
| Хашауванза   | божество      |                                    |                                          |                                 |
| Ашшанувант   | божество      |                                    |                                          | Ашшіят                          |
| Ілаліантікеш | божества      |                                    | Ілалянт                                  |                                 |
| Куваншеш     | божества      |                                    |                                          |                                 |
| Уліліянтікеш | божества      |                                    |                                          | Уліліяшші                       |